# Julita distrikt
Julita distrikt är ett distrikt i Katrineholms kommun och Södermanlands län. 
Distriktet ligger vid Hjälmaren, nordväst om Katrineholm. 

## Tidigare administrativ tillhörighet
Distriktet inrättades 2016 och utgörs av socknen Julita i Katrineholms kommun.
Området motsvarar den omfattning Julita församling hade vid årsskiftet 1999/2000.